# Stagioni di Venezia/Murano
Stagioni di Venezia/Murano è un singolo dei Rondò Veneziano del 1992 pubblicato in Germania dalla BMG Ariola. I brani sono tratti dall'album Stagioni di Venezia.

## Tracce
1. Stagioni di Venezia (Gian Piero Reverberi e Ivano Pavesi) - 3:11
2. Murano (Gian Piero Reverberi e Ivano Pavesi) - 3:21